# Diophantus (Mondkrater)
Diophantus ist ein Einschlagkrater auf der nordwestlichen Mondvorderseite, am westlichen Rand des Mare Imbrium.
Er liegt südlich von Delisle und nordwestlich von Euler.
| Buchstabe | Position           | Durchmesser | Link |
| --------- | ------------------ | ----------- | ---- |
| B         | 29,08° N, 32,54° W | 6 km        |      |
| C         | 27,28° N, 34,75° W | 5 km        |      |
| D         | 26,89° N, 36,39° W | 4 km        |      |

Der Krater wurde 1935 von der IAU nach dem griechischen Mathematiker Diophant von Alexandrien offiziell benannt.
Im Norden und Nordosten von Diophantus liegen die vier kleinen Krater Samir, Louise, Isabel und Walter.
Die namentliche Bezeichnung dieser Krater war ursprünglich nicht als offiziell gedacht. Sie wurde zusammen mit anderen inoffiziellen Bezeichnungen kleiner Oberflächenstrukturen aus der Topophotomap-Kartenserie der NASA von der IAU 1976 übernommen. Sie erscheinen mit dieser Bezeichnung auf Topophotomap 39B2/S1 (Samir).
Die Namen selbst erscheinen in einer Liste als Kraternamen vorgesehener männlicher und weiblicher Vornamen in den Proceedings der 16. Generalversammlung der IAU (Grenoble 1976).
| Name   | Position           | Durchmesser | Link |
| ------ | ------------------ | ----------- | ---- |
| Samir  | 28,48° N, 34,3° W  | 2 km        |      |
| Louise | 28,46° N, 34,21° W | 640 m       |      |
| Isabel | 28,16° N, 34,08° W | 1 km        |      |
| Walter | 28,02° N, 33,82° W | 1 km        |      |